# Quebrada Grande
Quebrada Grande is een plaats in het departement Tarija, Bolivia. Het is naar aantal inwoners de derde grootste plaats van de gemeente El Puente, gelegen in de Eustaquio Méndez provincie.

## Bevolking
| Jaar | Populatie |
| ---- | --------- |
| 1992 | -         |
| 2001 | 240       |
| 2012 | 513       |